# Kagoshima (cidade)
- Commons
- Commons

Kagoshima (鹿児島市, Kagoshima-shi) ou Cagoxima é a capital da prefeitura de Kagoshima, localizada no sul da ilha de Kyushu, Japão.
Em 1 de Janeiro de 2020, a cidade tinha uma população estimada em 595 049 habitantes e uma densidade populacional de 1 100 habitantes/km2. Tem uma área total de 547,58 km2.
Recebeu o estatuto de cidade a 1 de Abril de 1889.

## Cidades-irmãs
Kagoshima é cidade-irmã de:
- Nápoles, Itália
- Perth, Austrália
- Miami, Estados Unidos
- Fortaleza, Brasil

E tem acordo de amizade com:
- Changsha, China